# Kroatiens bidrag i Eurovision Song Contest

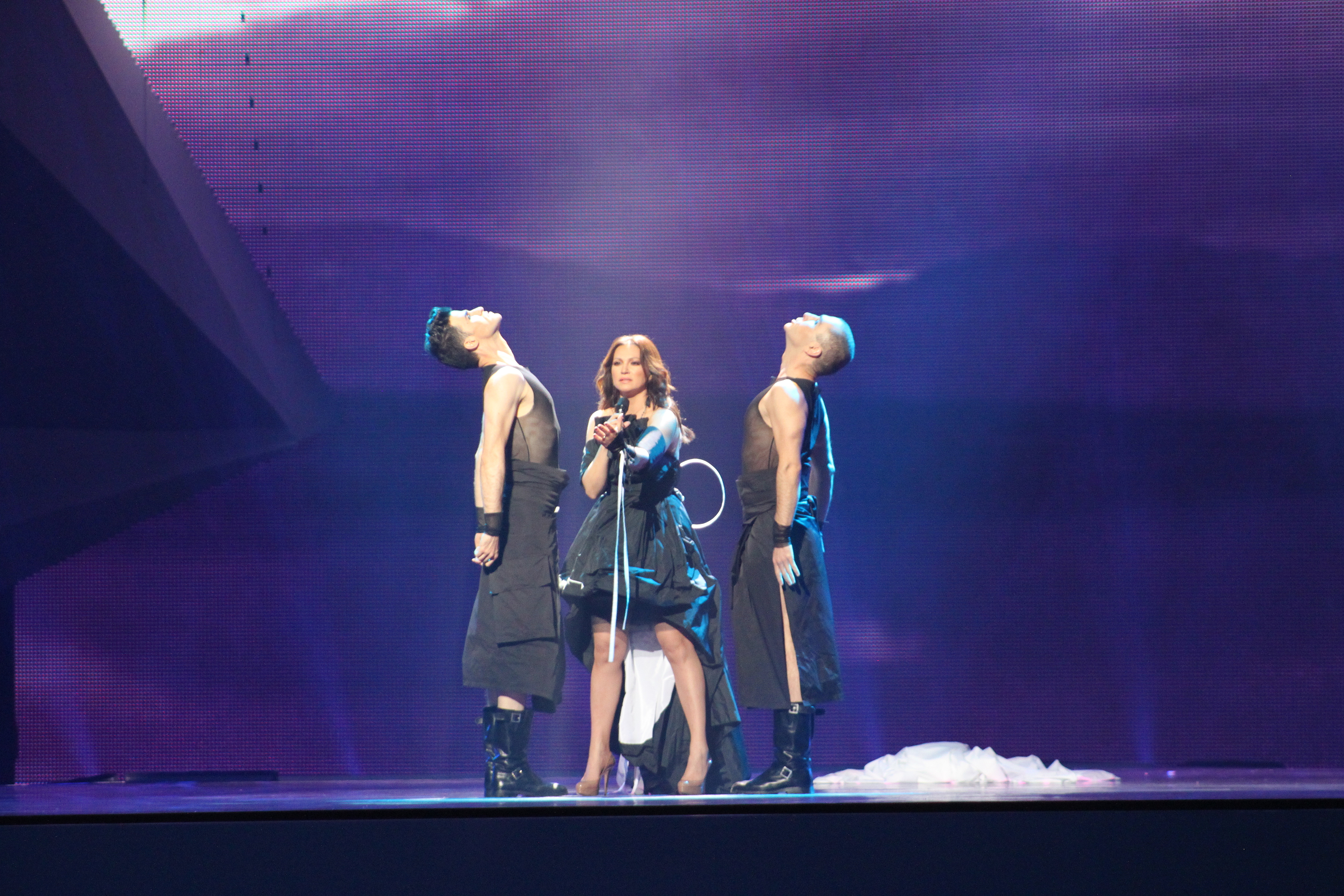
Nina Badrić i Baku 2012.

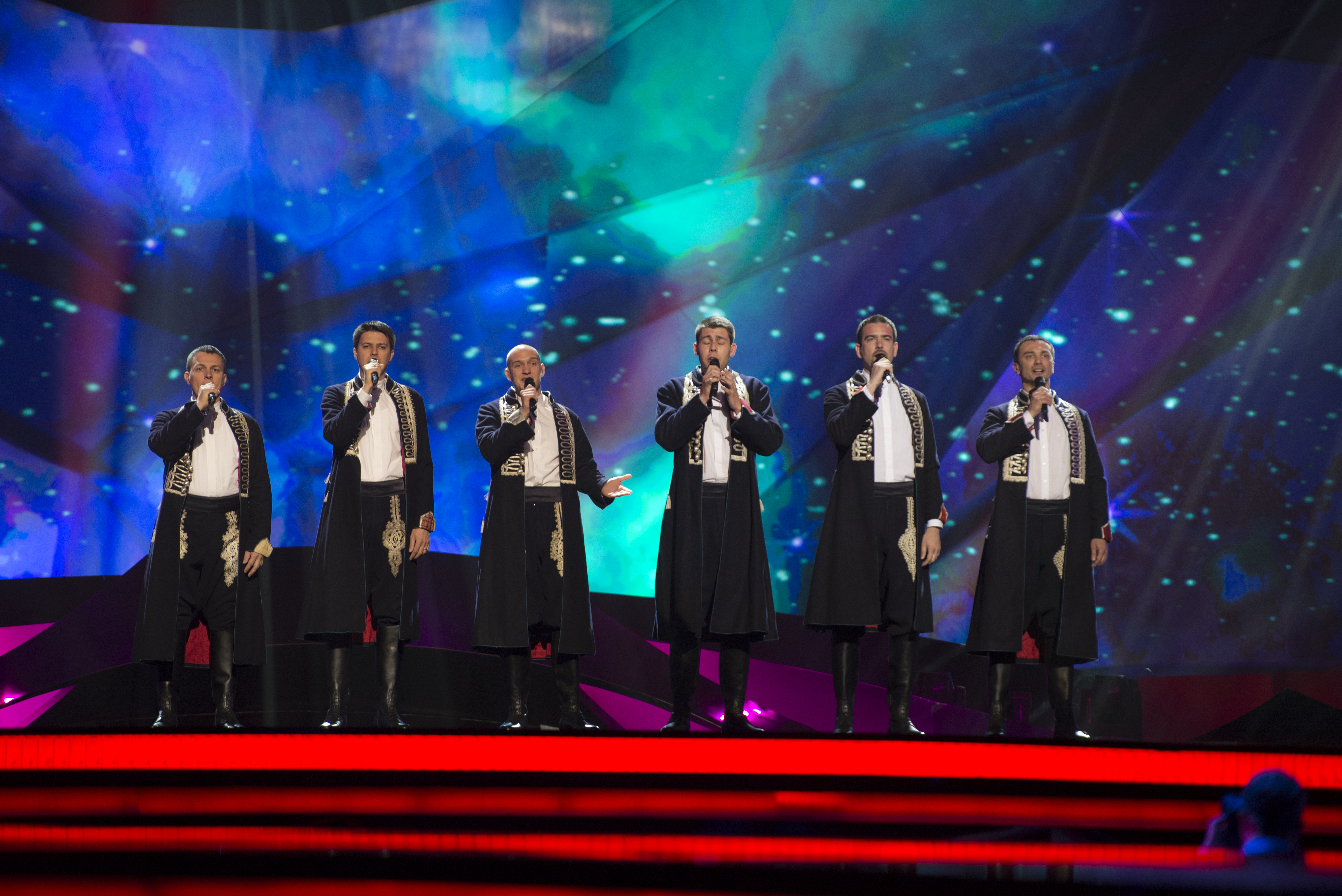
Klapa s Mora i Malmö 2013.

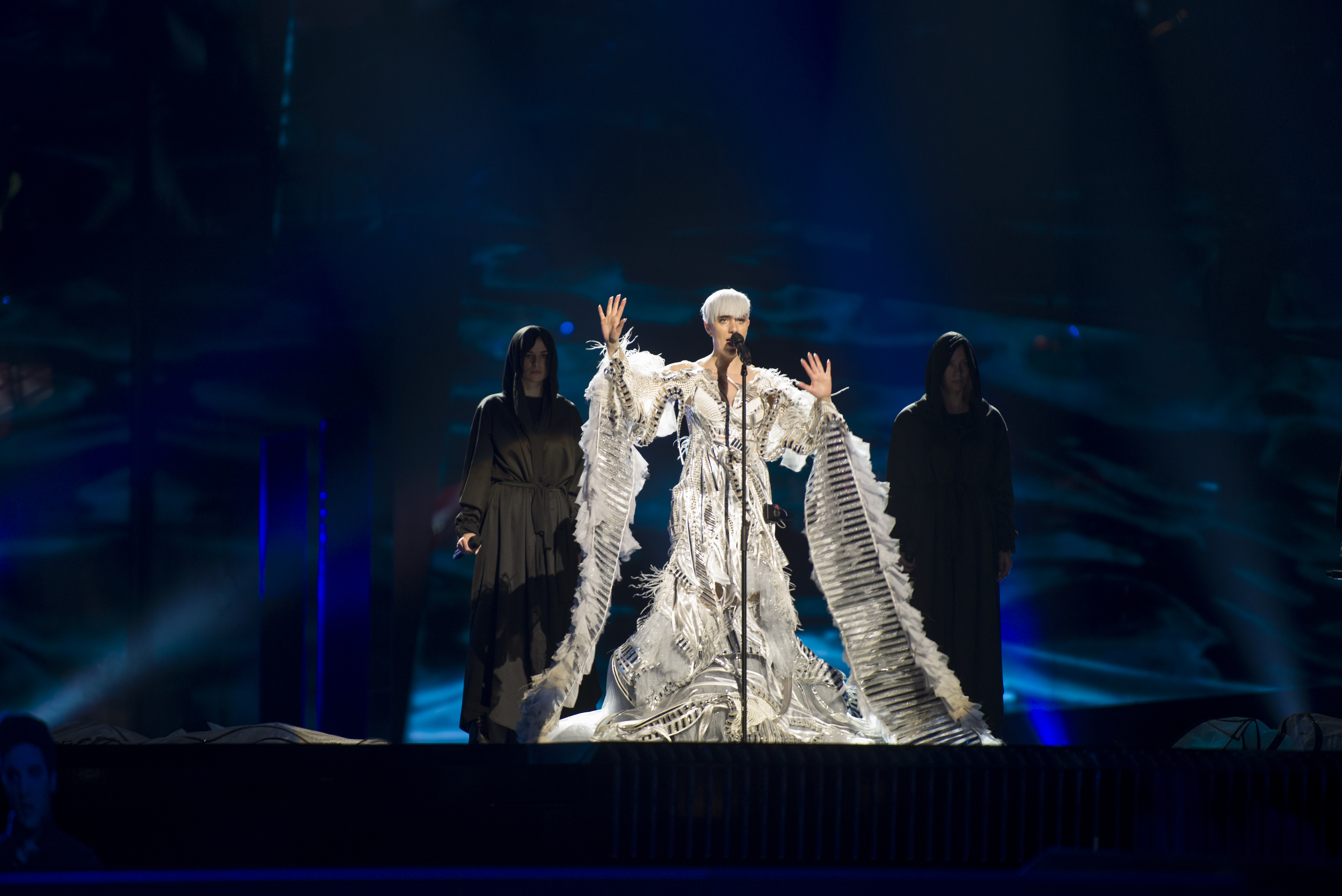
Nina Kraljić i Stockholm 2016.

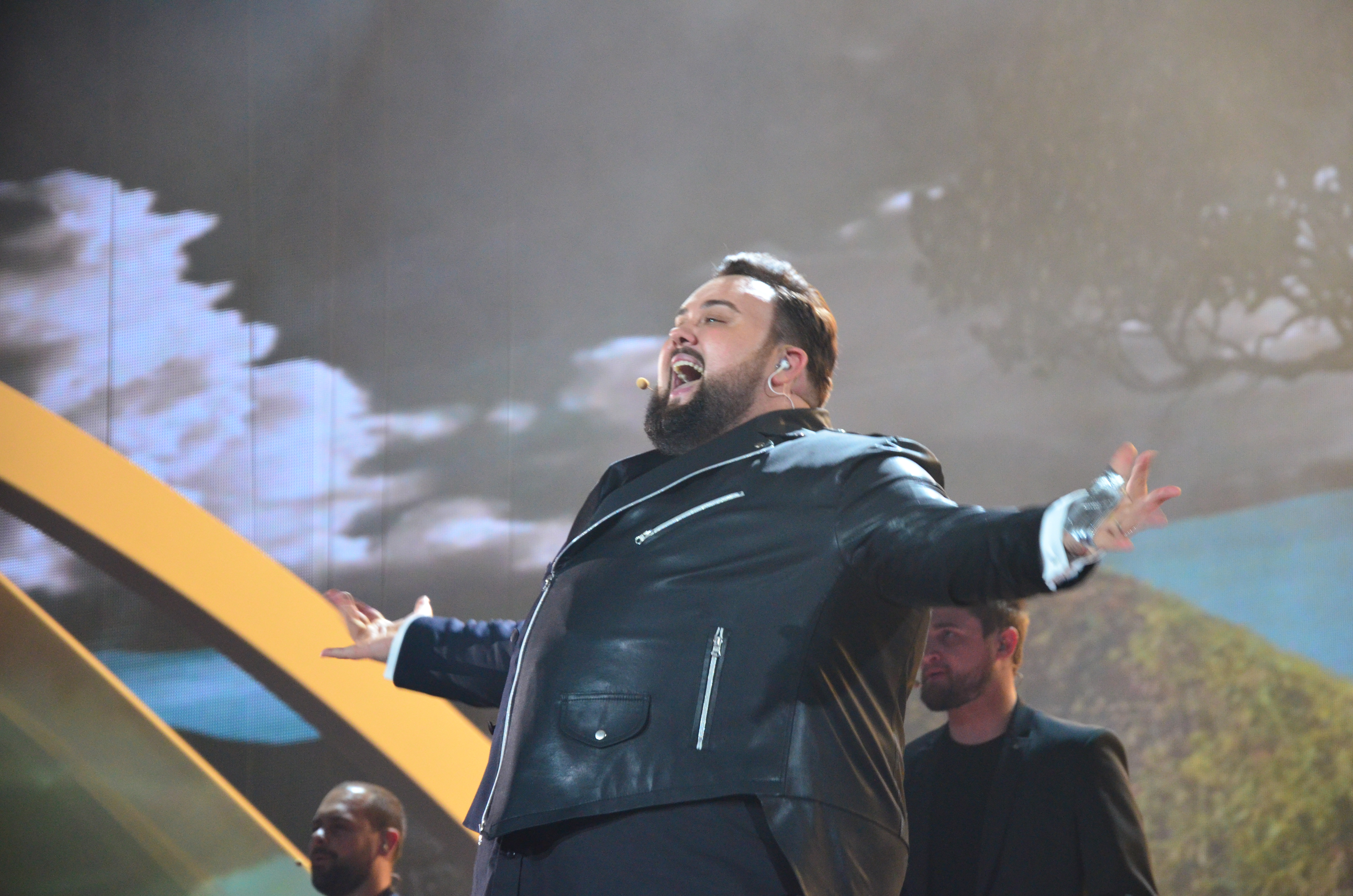
Jacques Houdek i Kiev 2017.

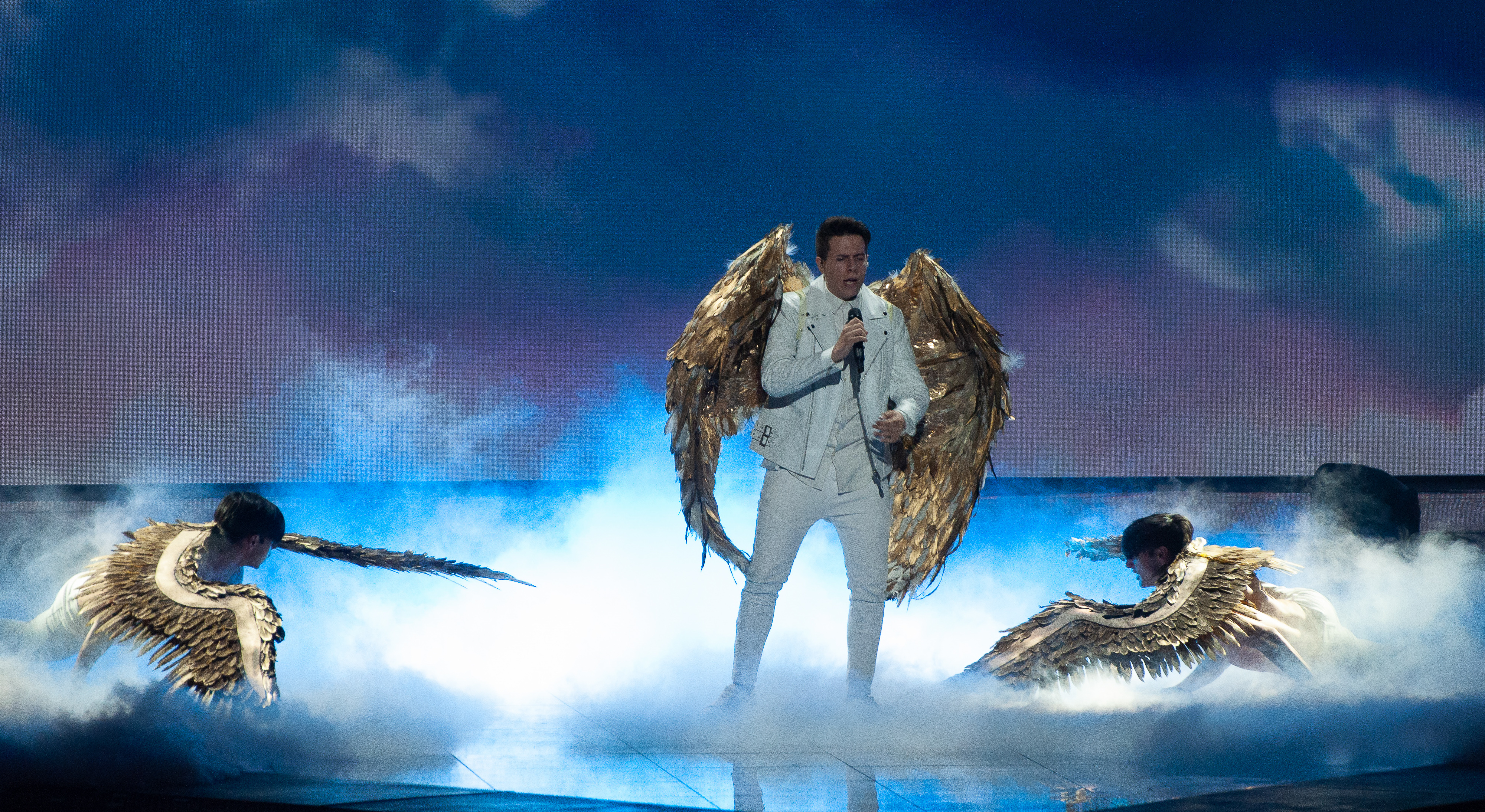
Roko i Tel Aviv 2019.

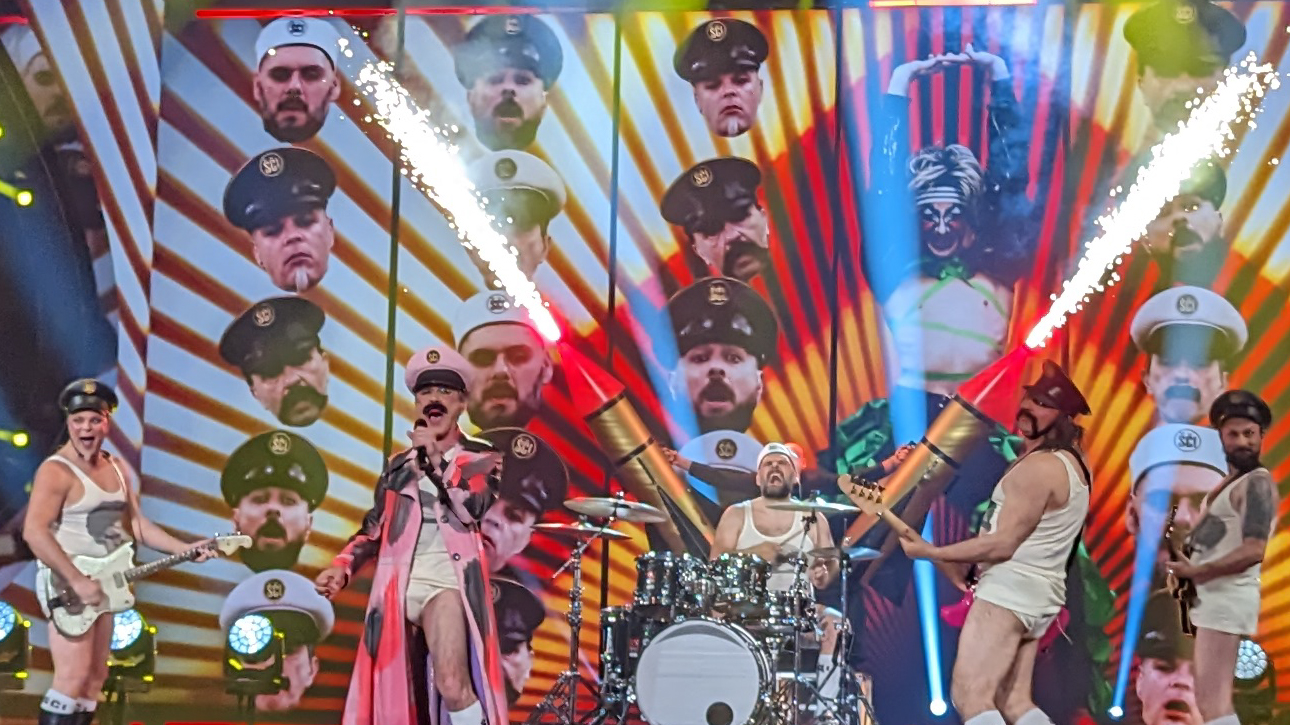
Let 3 i Liverpool 2023.

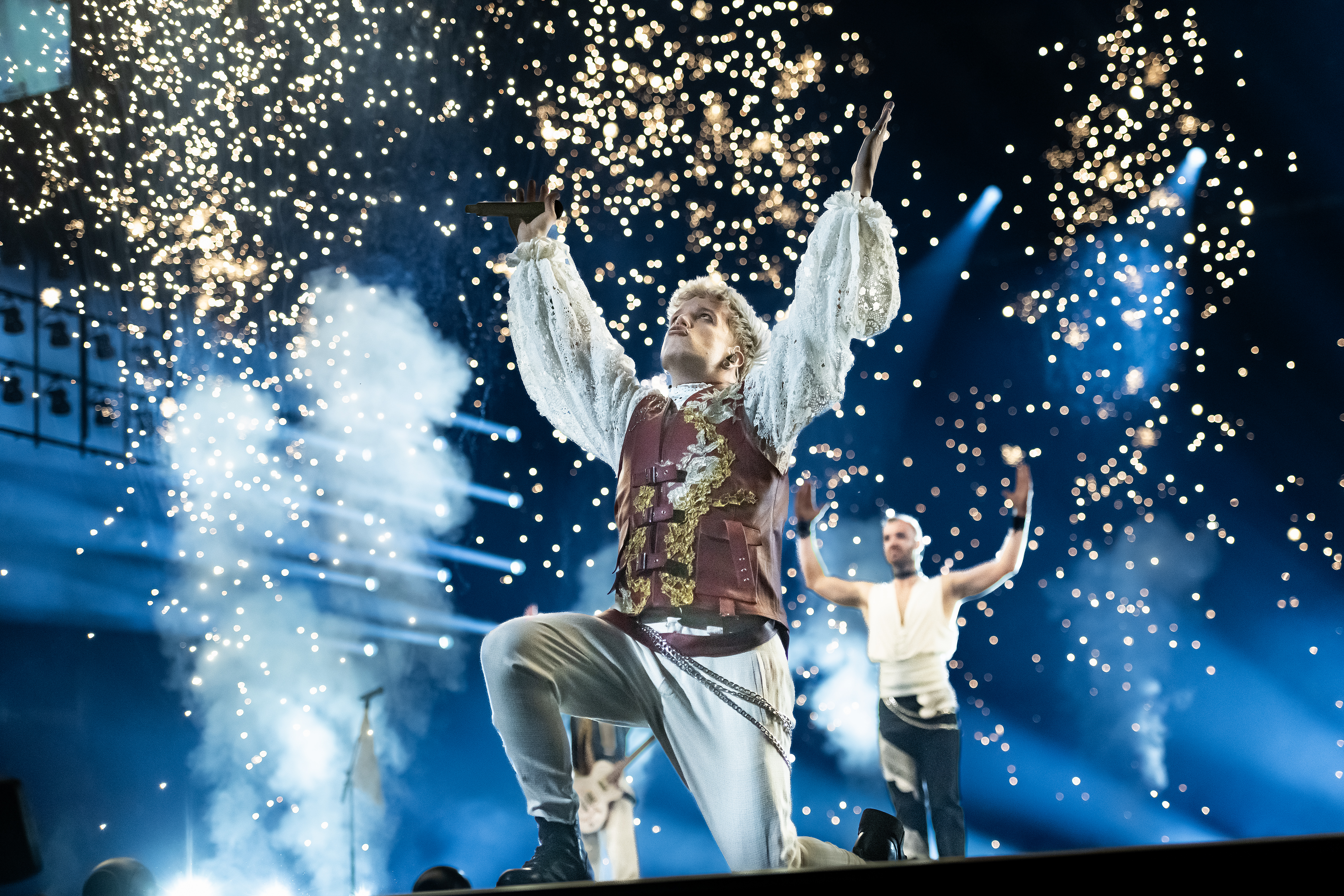
Baby Lasagna i Malmö 2024.

Kroatien debuterade i Eurovision Song Contest år 1993 och har till och med år 2025 deltagit 30 gånger. Det kroatiska tv-bolaget Hrvatska Radiotelevizija (HRT) har ansvarat för Kroatiens medverkan varje år sedan 1993. Kroatien har vid majoriteten av tillfällena man deltagit använt sig av musiktävlingen Dora för att utse landets representant och bidrag för tävlingen. Det har dock förekommit tillfällen där man enbart använt sig av internval av både bidrag av artist.
Kroatien har aldrig stått som slutgiltig vinnare i en ESC-final. Man kom på andra plats i 2024, vilket är nationens bästa placering i tävlingen. Utöver det har man kommit fyra i finalen två gånger, 1996 och 1999.
Före Kroatiens debut i tävlingen som självständig stat var man en del av Jugoslavien som deltog tidigare. Kroatien representerade Jugoslavien tio gånger (åren 1963, 1968, 1969, 1971, 1972,  1986, 1987, 1988, 1989 och 1990) och var därmed den mest framgångsrika jugoslaviska delrepubliken i tävlingen. Efter att det dåvarande Jugoslavien år 1989 vunnit med låten Rock Me som framfördes av den kroatiska gruppen Riva hölls tävlingen året efter i den kroatiska provinshuvudstaden Zagreb.

## Kroatien i Eurovision Song Contest

### Historia
Kroatien kom trea i den östeuropeiska semifinalen i Ljubljana vid sitt första deltagande i Eurovision Song Contest 1993. Av sju deltagande länder gick de tre bäst placerade länderna till tävlingen 1993. Kroatien kom på 15:e plats i finalen på sitt debutår. Kroatien gjorde bra ifrån sig i tävlingen åren 1995–2001. Av sju tillfällen placerade man sig inom topp tio vid sex tillfällen. 1924 uppnådde de sitt hittills bästa resultat då de slutade på andra plats.
När systemet med en semifinal infördes 2004 var reglerna enligt dåvarande system att länder som placerat sig inom topp tio i finalen blev direktkvalificerade till finalen året därpå (regeln varade fram till 2007 och ersattes med två semifinaler 2008). Kroatien kvalade sig in till finalen 2004 och slutade på trettondeplats. Året därpå kvalade man in till finalen och slutade på elfteplats. Då Serbien & Montenegro, som slutade på åttondeplats i finalen 2005, drog sig ur tävlingen 2006 fick Kroatien en direktplats i finalen i Aten eftersom man slutade på elfteplats i finalen året innan. Kroatien misslyckades dock att nå topp tio i finalen 2006 och slutade på trettonde plats vilket innebar att man behövde kvala sig via semifinal 2007. Det blev första gången som Kroatien misslyckades med att nå finalen, vilket skedde 2007. När systemet med två semifinaler infördes 2008 kvalade sig Kroatien till finalen både 2008 och 2009. Noterbart är att 2009 slutade Kroatien på trettondeplats i semifinalen, men tack vare att juryn tilldelade sin wildcard fick Kroatien en plats i finalen i Moskva. Efteråt gick det sämre för Kroatien och man nådde ingen finalplats mellan 2010 och 2013. Det dåliga resultaten samt ekonomiska problem gjorde att Kroatien drog sig ur tävlan och skickade ingen representant till tävlingen både 2014 & 2015. Vid återvändandet 2016 gick man vidare till finalen för första gången på sju år. 2017 nådde man finalen igen och slutade på trettondeplats. Kroatien misslyckades med klava sig till final mellan 2018 och 2022, men lyckades återigen kvalificera 2023. Året efter slutade landet på en andra plats med Baby Lasagna och "Rim Tim Tagi Dim", vilket blev landets bästa resultat någonsin.

### Nationell uttagningsform
Kroatien har som standardsystem användt sig av musiktävlingen Dora. Upplägget för tävlingen har sett olika ut år för år. Vid de senaste tillfällena anordnade man endast en stor final. Åren 2012–2013 och 2016–2018 utsågs representanten och bidraget internt av HRT. 

## Resultattabell
| 1 | Vinnare                            |
| 2 | Andra plats                        |
| 3 | Tredje plats                       |
| ◁ | Sista plats                        |
| X | Ett bidrag valdes men tävlade inte |

| År                               | Artist                         | Bidrag                 | Språk                | Final              | Poäng              | Semi               | Poäng              |
| -------------------------------- | ------------------------------ | ---------------------- | -------------------- | ------------------ | ------------------ | ------------------ | ------------------ |
| 1993                             | Put                            | Don't Ever Cry         | Kroatiska, engelska  | 15                 | 31                 | 3                  | 51                 |
| 1994                             | Tony Cetinski                  | Nek'ti bude ljubav sva | Kroatiska            | 16                 | 27                 | Inga semifinaler   | Inga semifinaler   |
| 1995                             | Magazin & Lidija Horvat-Dunjko | Nostalgija             | Kroatiska            | 6                  | 91                 | Inga semifinaler   | Inga semifinaler   |
| 1996                             | Maja Blagdan                   | Sveta ljubav           | Kroatiska            | 4                  | 98                 | 19                 | 30                 |
| 1997                             | E.N.I.                         | Probudi me             | Kroatiska            | 17                 | 24                 | Inga semifinaler   | Inga semifinaler   |
| 1998                             | Danijela                       | Neka mi ne svane       | Kroatiska            | 5                  | 131                | Inga semifinaler   | Inga semifinaler   |
| 1999                             | Doris Dragović                 | Marija Magdalena       | Kroatiska            | 4                  | 118                | Inga semifinaler   | Inga semifinaler   |
| 2000                             | Goran Karan                    | Kad zaspu anđeli       | Kroatiska            | 9                  | 70                 | Inga semifinaler   | Inga semifinaler   |
| 2001                             | Vanna                          | Strings of My Heart    | Engelska             | 10                 | 42                 | Inga semifinaler   | Inga semifinaler   |
| 2002                             | Vesna Pisarović                | Everything I Want      | Engelska             | 11                 | 44                 | Inga semifinaler   | Inga semifinaler   |
| 2003                             | Claudia Beni                   | Više nisam tvoja       | Kroatiska, engelska  | 15                 | 29                 | Inga semifinaler   | Inga semifinaler   |
| 2004                             | Ivan Mikulić                   | You Are the Only One   | Engelska             | 13                 | 50                 | 9                  | 72                 |
| 2005                             | Boris Novković                 | Vukovi umiru sami      | Kroatiska            | 11                 | 115                | 4                  | 169                |
| 2006                             | Severina                       | Moja štikla            | Kroatiska            | 13                 | 56                 | Direktkvalificerad | Direktkvalificerad |
| 2007                             | Dado Topić feat. Dragonfly     | Vjerujem u ljubav      | Kroatiska, engelska  | Kvalificerade inte | Kvalificerade inte | 15                 | 54                 |
| 2008                             | Kraljevi ulice & 75 Cents      | Romanca                | Kroatiska            | 21                 | 44                 | 4                  | 112                |
| 2009                             | Igor Cukrov feat. Andrea       | Lijepa Tena            | Kroatiska            | 18                 | 45                 | 131                | 331                |
| 2010                             | Feminnem                       | Lako je sve            | Kroatiska            | Kvalificerade inte | Kvalificerade inte | 13                 | 33                 |
| 2011                             | Daria Kinzer                   | Celebrate              | Engelska             | Kvalificerade inte | Kvalificerade inte | 15                 | 41                 |
| 2012                             | Nina Badrić                    | Nebo                   | Kroatiska            | Kvalificerade inte | Kvalificerade inte | 12                 | 42                 |
| 2013                             | Klapa s Mora                   | Mižerja                | Kroatiska            | Kvalificerade inte | Kvalificerade inte | 13                 | 38                 |
| Deltog inte mellan 2014 och 2015 |                                |                        |                      |                    |                    |                    |                    |
| 2016                             | Nina Kraljić                   | Lighthouse             | Engelska             | 23                 | 73                 | 10                 | 133                |
| 2017                             | Jacques Houdek                 | My Friend              | Engelska, italienska | 13                 | 128                | 8                  | 141                |
| 2018                             | Franka Batelić                 | Crazy                  | Engelska             | Kvalificerade inte | Kvalificerade inte | 17                 | 63                 |
| 2019                             | Roko                           | The Dream              | Engelska, kroatiska  | Kvalificerade inte | Kvalificerade inte | 14                 | 64                 |
| 2020                             | Damir Kedžo                    | Divlji vjetre          | Kroatiska            | Tävlingen inställd | Tävlingen inställd | Tävlingen inställd | Tävlingen inställd |
| 2021                             | Albina                         | Tick-Tock              | Engelska, kroatiska  | Kvalificerade inte | Kvalificerade inte | 11                 | 110                |
| 2022                             | Mia Dimšić                     | Guilty Pleasure        | Engelska, kroatiska  | Kvalificerade inte | Kvalificerade inte | 11                 | 75                 |
| 2023                             | Let 3                          | Mama ŠČ!               | Kroatiska            | 13                 | 123                | 8                  | 76                 |
| 2024                             | Baby Lasagna                   | Rim Tim Tagi Dim       | Engelska             | 2                  | 547                | 1                  | 177                |
| 2025                             | Marko Bošnjak                  | Poison Cake            | Engelska             | Kvalificerade inte | Kvalificerade inte | 12                 | 28                 |

1 Tog sig till final som juryns val.

## Röstningshistoria (1993–2018)[3]
Kroatien har givit flest poäng till:
| Nr | Land                    | Poäng |
| -- | ----------------------- | ----- |
| 1  | Bosnien och Hercegovina | 144   |
| 2  | Malta                   | 82    |
| 3  | Serbien                 | 76    |
| 4  | Ryssland                | 73    |
| 5  | Slovenien               | 71    |

Kroatien har mottagit flest poäng av:
| Nr | Land                    | Poäng |
| -- | ----------------------- | ----- |
| 1  | Slovenien               | 125   |
| 2  | Bosnien och Hercegovina | 115   |
| 3  | Makedonien              | 77    |
| 4  | Malta                   | 71    |
| 5  | Tyskland                | 51    |

- Observera att poängen endast gäller poäng i final.